# Marisol Carratú
Marisol Carratú (Buenos Aires, 15 de julio de 1986) es una arquera argentina de balonmano. Jugó para el club Mecalia Atlético Guardes y, en la actualidad, juega en el Club Balonmano Elche, habiendo fichado por Caja Rural Aula Valladolid para la temporada 25/26. Siendo internacional en numerosas ocasiones con el equipo nacional argentino. Representó a Argentina en los campeonatos mundiales de 2013 en Serbia y de 2015 en Dinamarca.
Fue nominada a los Premios Olimpia 2015 en la categoría de handball.

## Palmarés
- Campeonato Nacional de Clubes: 2015Campeonato Nacional de Clubes 2015 Final Archivado el 4 de marzo de 2016 en Wayback Machine.</ref>